# Джонсон, Патрик
Па́трик Джо́нсон (англ. Patrick Johnson, род. 19 февраля 1993, Орландо, Флорида) — американский актёр. Наиболее известен по роли Рэя Сантино младшего в первом и втором сезонах телесериала «Необходимая жестокость».

## Биография
Патрик Джонсон работал с 12 лет. Он родился в Орландо, штат Флорида и является пятым из шести детей в семье. Всего у его родителей, Рика и Аланны Джонсонов, пять сыновей и одна дочь. Джонсон всегда хотел стать актёром. С помощью друзей он и три его брата подписали контракт со своим первым агентом в Нашвилле. Уже через три недели Джонсон пошёл на прослушивание и получил роль. Он знал, что это то, чем он хочет заниматься.
Сейчас он живёт в Нашвилле, штат Теннесси.

## Фильмография
| Год       |     | Русское название        | Оригинальное название | Роль                    |
| --------- | --- | ----------------------- | --------------------- | ----------------------- |
| 2007      | кор | Мастер                  | Master                | Даррен                  |
| 2009      | кор | Цифровой дневник: Робби | Digital Diary: Robby  | Робби                   |
| 2010      | тф  | Рождественский Купидон  | Christmas Cupid       | Брэд                    |
| 2011      | тф  | Дрянные девчонки 2      | Mean Girls 2          | Ник «Большой Зи» Циммер |
| 2011      | кор |                         | Giggity               | Саймон                  |
| 2011      | кор |                         | Parallax              | похититель              |
| 2011—2013 | с   | Необходимая жестокость  | Necessary Roughness   | Рэй «Рэй Джей» Сантино  |
| 2013      | с   | Революция               | Revolution            | Басс (подросток)        |
| 2014      | ф   | Анатомия любви          | Endless Love          | Крис Баттерфилд         |
| 2014      | ф   | Саботаж                 | Sabotage              | Джейкоб Вартан          |
| 2015      | ф   | Континуум               | Project Almanac       | Тодд                    |
| 2015      | ф   |                         | Meet My Valentine     | Хэнсон Картер           |
| 2015      | с   | За пределами            | Extant                | Лукас                   |
| 2015      | с   | В поисках Картер        | Finding Carter        | Нед                     |
| 2016      | кор | Алиби                   | Alibi                 | Далтон                  |
| 2016      | тф  | Идеальная дочь          | The Perfect Daughter  | Хэнсон Картер           |
| 2016      | ф   | Охота на ангелов        | Maximum Ride          | Фэнг                    |
| 2016      | ф   |                         | Bus Driver            | Пол                     |
| 2017      | ф   |                         | Baker's Man           | Даг                     |

## Награды и номинации
| Год  | Награда       | Категория                                          | Шоу                      | Результат |
| ---- | ------------- | -------------------------------------------------- | ------------------------ | --------- |
| 2013 | Молодой актёр | Лучшая роль на телевидении — Ведущий молодой актёр | «Необходимая жестокость» | Номинация |